# Khosro l'Usurpateur
Khosro l'Usurpateur est un prétendant perse de la dynastie des Sassanides en 420-421.

## Biographie
Khosro est un cousin éloigné des rois Chapour IV et Vahram V.
Il est proclamé roi par un parti de nobles après le meurtre de Chapour IV. Au terme de la guerre civile qui s'ensuit, Vahram V entreprend le siège de la capitale Ctésiphon avec l'aide du roi arabe de la dynastie des Lakhmides Al-Mundhir Ier ibn al-Nu'man ; Khosro accepte alors de se retirer pacifiquement devant lui.